# 134
سنة 134 م (بالأرقام الرومانية: CXXXIV) كانت سنة بسيطة تبدأ يوم الخميس (الرابط يظهر نموذج الجدول الزمني الكامل للسنة) من التقويم اليولياني. بدأت تسمية السنة ب134 منذ العصور الوسطى المبكرة، عندما أصبح تقويم أنو دوميني هو الأسلوب السائد في أوروبا لتسمية السنوات.

## أحداث

### حسب المكان

#### في الإمبراطورية الرومانية
- وَضْعُ قانون يحسن من نصيب العمال الأحرار في روما القديمة.
- صدَّ آريانوس حاكم كبادوكيا الروماني هجوماً من قبيلة الألانيين البدوية القادمة من جنوب شرق روسيا.
- بدأ سيكستوس يوليوس سيفيروس حاكم منطقة يهودا حملة في الصيف للقضاء على المتمردين اليهود في الجبال.
- يستعيد الرومان سيطرتهم على مدينة القدس المدمرة ويعيدون تسميتها باسم إيلياء كابيتولينا.

#### حسب نوع الحدث

##### في الفنون والعلوم
- افتتاح جامعة أثينيوم في روما والمختصة بعلوم البلاغة، والفلسفة.

##### العمارة
- اكتمال بناء فيلا هادريان في مدينة تيفولي في إيطاليا.

## مواليد
- فاراسمانس الثالث ملك إيبيريا.

## وفيات
- جما ملك شلا.